# Juan Diego Botto

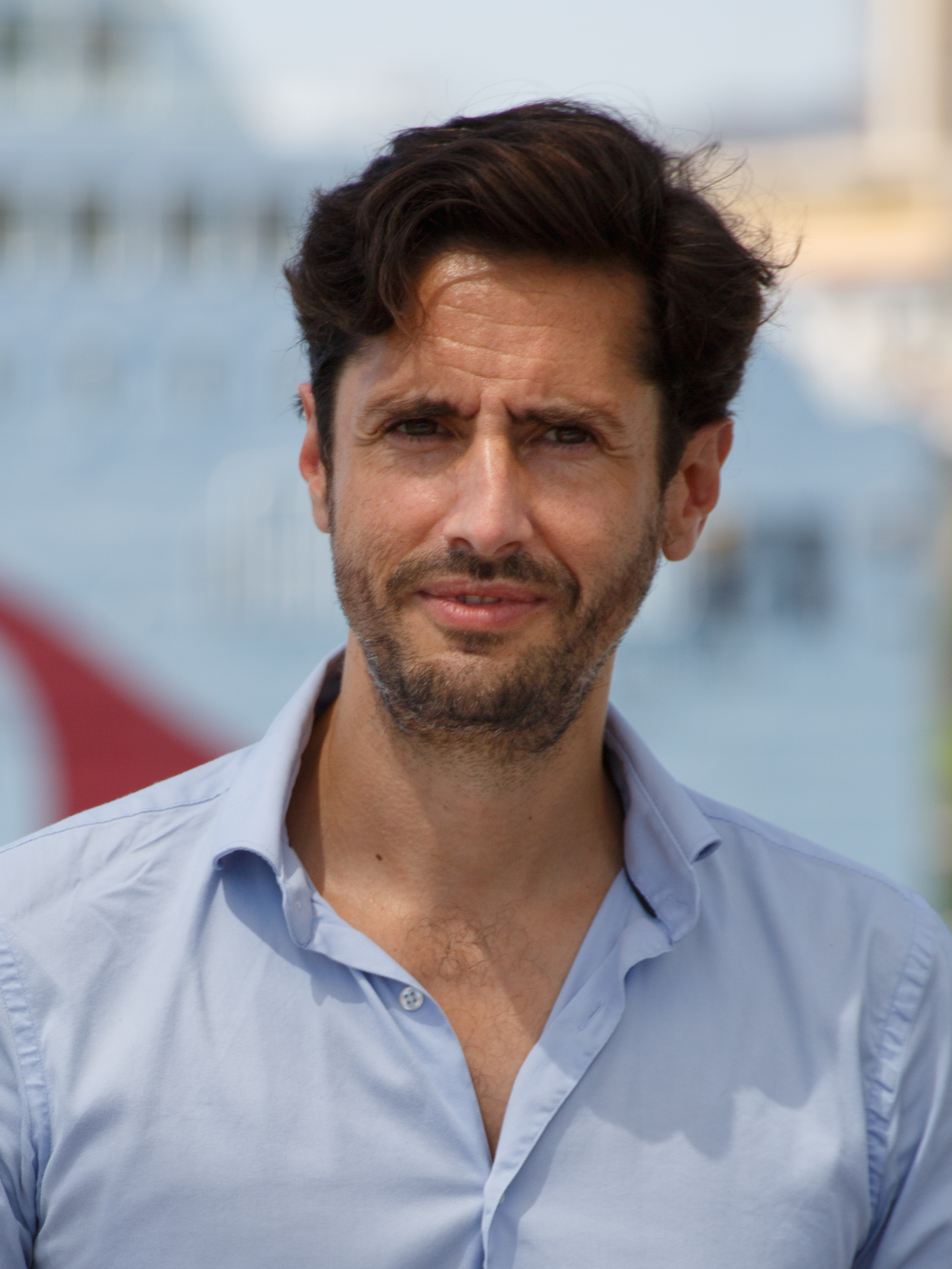
Juan Diego Botto (2020)

Juan Diego Botto Rota (* 29. August 1975 in Buenos Aires, Argentinien) ist ein spanischer Theater- und Filmschauspieler, Drehbuchautor und Regisseur.

## Leben
Juan Diego Botto lernte seinen Vater, den Schauspieler Diego Botto kaum kennen, da dieser im März 1977 während des Schmutzigen Kriegs in Argentinien verschwand, als Botto zwei Jahre alt war. Der Verbleib des Vaters ist bis heute ungeklärt. Mit seiner Mutter Cristina Rota und seiner älteren Schwester María Botto, die heute ebenfalls als Schauspielerin arbeitet, zog Botto nach Madrid (Spanien), wo er seit diesem Zeitpunkt lebt. In Madrid kam auch seine jüngere Schwester Nur Al Levi zur Welt.
Juan Diego Botto stand bereits 1982, im Alter von sieben Jahren, vor der Kamera; sein Filmdebüt war die spanische Filmkomödie Martes y trece, ni te cases ni te embarques. Obwohl nur in einer kleinen Nebenrolle präsent, war doch der Historienfilm 1492 – Die Eroberung des Paradieses im Jahr 1992 sein Durchbruch, in welchem er Diego Kolumbus, den Filmsohn Gérard Depardieus verkörperte. In der Fernsehserie Zorro, die zwischen 1990 und 1993 produziert wurde, konnte man Botto in 87 Episoden sehen. In Sobreviviré, einem Drama, aus dem Jahr 1999, verkörperte Botto einen Homosexuellen, der sich dennoch in eine Frau verliebt. 
Für seinen Vortrag Una noche sin luna wurde er im September 2021 mit dem spanischen Premio Nacional de Teatro ausgezeichnet. In diesem Ein-Personen-Stück verkörperte er den Dichter Federico García Lorca in Gedichtvortrag und Monolog.
Mit En los márgenes leistete er 2021 seine erste Regiearbeit für einen Kinofilm in voller Länge. In den Hauptrollen spielten Penélope Cruz und Luis Tosar.
Heute lebt Botto mit seiner Frau, der Reporterin Olga Rodríguez, in Madrid. Er ist auch politisch tätig, hat sich 2003 gegen den Irakkrieg ausgesprochen, und hat eine Organisation gegründet, die sich für die Rechte von Menschen einsetzt, deren Angehörige im Schmutzigen Krieg in Argentinien verschwanden oder ermordet wurden. Er vertritt die Politische Linke.

## Filmografie (Auswahl)

### Als Darsteller
- 1992: 1492 – Die Eroberung des Paradieses (1492: Conquest of Paradise)
- 1997: Martín (Hache)
- 1998: Bin ich schön?
- 2002: Der Obrist und die Tänzerin (Pasos de baile)
- 2003: Mein Vater, der Kaiser (Imperium – Augustus)
- 2005: Obaba
- 2006: Das Fest des Ziegenbocks
- 2008: Die Frau des Anarchisten
- 2011: Tödlicher Verrat (Silencio en la nieve)
- 2012: The Little Girl – Das Böse hat einen Namen (Dictado)
- 2014: Tod in Sevilla (La ignorancia de la sangre)
- 2016–2017: Good Behavior (Fernsehserie)
- 2020: White Lines (Fernsehserie)
- 2021: The Suicide Squad
- 2024: The Room Next Door

### Als Drehbuchautor
- 2003 Los abajo firmantes (deutsch: Viel Theater um George W. Bush)[3]

### Als Regisseur
- 2022: En los márgenes

## Auszeichnungen
- Neben bislang vier Nominierungen zum Goya wurde Botto 2003 auf dem Internationalen Filmfestival in Kairo als Bester Schauspieler ausgezeichnet.
- Premio Nacional de Teatro 2021